# Naučná stezka Okolo Chropyně
Naučná stezka Okolo Chropyně, nazývaná také naučná stezka Chropyně, je naučná stezka a turistická/cyklistická trasa v Chropyni v okrese Kroměříž ve Zlínském kraji. Nachází se také v okolí Chropyňského (Zámeckého) rybníka a jeho okolí na levém břehu řeky Morava v Hornomoravském úvalu a v regionu Morava.

## Historie a popis
Naučná stezka Okolo Chropyně je zaměřena na přírodu, historii, místopis a kulturu města Chropyně a jeho okolí. Trasa vede přes chráněná území, kterými jsou Národní přírodní památka Chropyňský rybník a přírodní památka Záříčské louky, zámek Chropyně, dřevěnou Ornitologickou pozorovatelnu v Chropyni, rybník Hejtman, Malou Bečvu aj. Stezka byla postavena v roce 1979 tehdejší Pionýrskou skupinou při ZŠ Chropyně a později v roce 2003 rekonstruovaná spolkem Sagittaria - sdružení pro ochranu přírody střední Moravy. Nenáročná trasa začíná na náměstí Svobody a končí na ulici Pazderna. Ma má dělku 5,5 km, minimální převýšení a 12 zastavení s informačními panely.

### Informační panely
1. Vstupní tabule
2. NPP Chropyňský rybník
3. NPP Chropyňský rybník – Co roste v okolí rybníka
4. Historie Chropyně
5. NPP Chropyňský rybník – kdo žije v okolí rybníka
6. Malá Bečva a její obyvatelé
7. Lužní les
8. Ptáci lesů a polí
9. Rybníky a rybníkářství
10. Tůně, kanály a minerální prameny
11. Louky Hejtman
12. Vstupní tabule

## Další informace
Stezka je celoročně volně přístupná a navazuje na další turistické trasy a stezky, např. Moravská stezka, EuroVelo 4 aj.

## Galerie

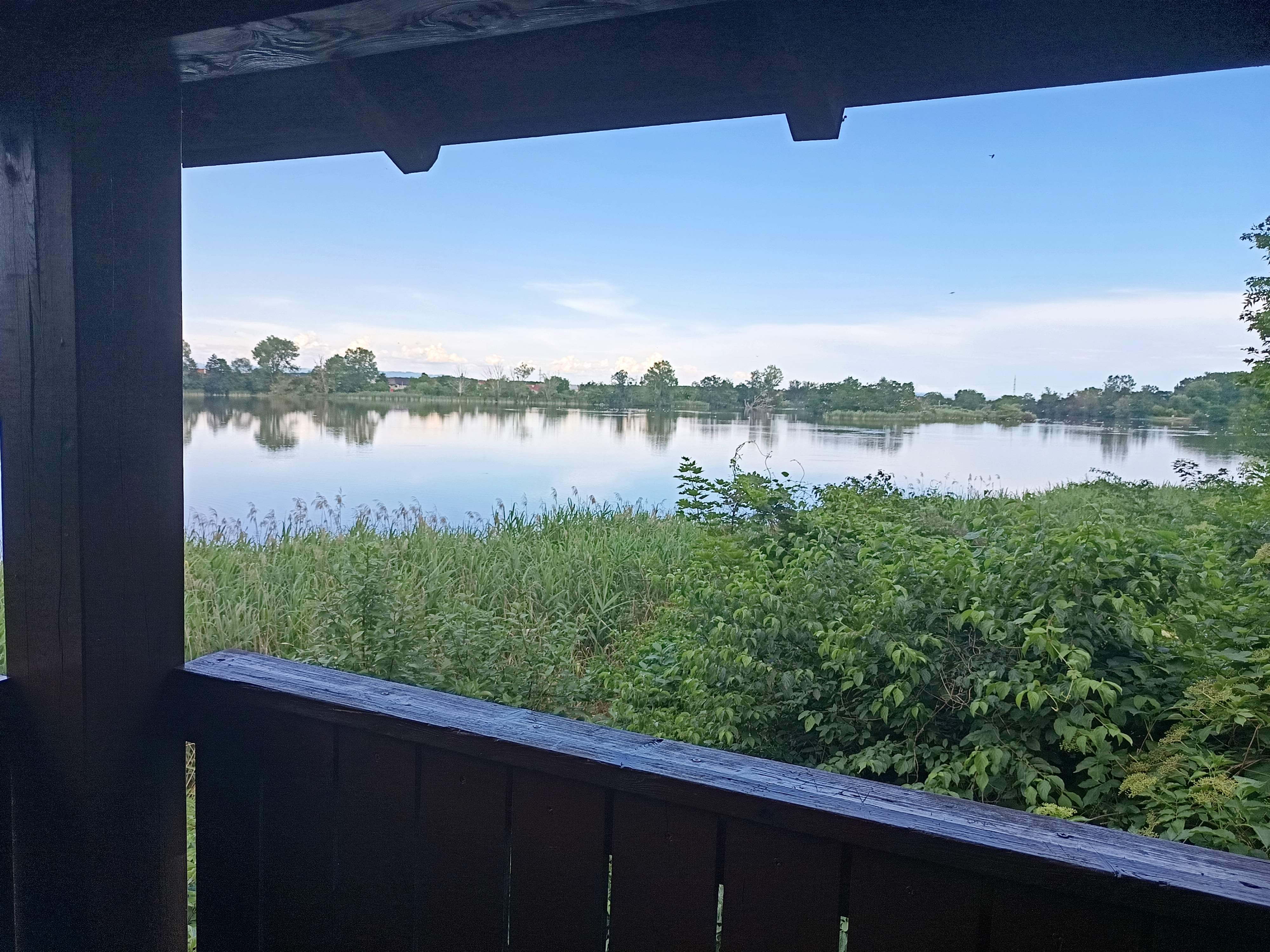
Ornitologická pozorovatelna v Chropyni